# Logan Currie
Logan Currie (født 24. juni 2001 i Ashburton) er en cykelrytter fra New Zealand, der kører for Lotto.